# Lorenzo Carfora
Lorenzo Carfora (Nápoles, 11 de enero de 2006) es un futbolista profesional italiano que juega como centrocampista ofensivo en el Benevento de Serie C.

## Trayectoria
Nacido en Nápoles y criado en San Giorgio a Cremano, Carfora jugó para el club de base ASD Quartieri Giovanili y Portici antes de unirse a la academia juvenil de Benevento en el verano de 2020.
Durante la temporada 2022-23, luego de sus actuaciones con el equipo sub-17, y una crisis de lesiones dentro del primer equipo, Carfora fue ascendido a la selección absoluta bajo la dirección del entrenador en jefe Roberto Stellone. El 1 de marzo de 2023, hizo su debut profesional con el Benevento, sustituyendo a Daam Foulon en el descanso de la derrota por 0-2 en la liga ante el Südtirol. Con 17 años y 53 días, se convirtió en el segundo jugador más joven del club en jugar un partido de la Serie B, solo por detrás de Siriki Sanogo. También se convirtió en el primer jugador nacido en 2006 en jugar en la segunda división italiana. En marzo de 2023 participó en la fase de grupos de la Copa de Viareggio con la selección sub-19 del Benevento.
El 1 de abril de 2023, Carfora hizo su primera apertura en una derrota de liga por 2-0 ante Bari. Luego pasó a ser parte del equipo que sufrió el descenso a la Serie C al final de la temporada.

## Selección nacional
Carfora ha representado a Italia a nivel internacional juvenil: después de participar en un campo de entrenamiento con la selección italiana sub-17 en noviembre de 2022, hizo su debut con el equipo en diciembre del mismo año.

## Estilo de juego
Carfora es un centrocampista ofensivo, que también puede jugar como extremo, segundo delantero o mezzala.
Un jugador ambidiestro, ha sido considerado por sus habilidades técnicas, su definición, su equilibrio y su ritmo de trabajo.

## Estadísticas
| Club             | Temporada        | Liga             | Liga | Liga  | Copa Nacional | Copa Nacional | Otros | Otros | Total | Total |
| Club             | Temporada        | División         | Ap.  | Goles | Ap.           | Goles         | Ap.   | Goles | Ap.   | Goles |
| ---------------- | ---------------- | ---------------- | ---- | ----- | ------------- | ------------- | ----- | ----- | ----- | ----- |
| Benevento        | 2022-23          | Serie B          | 8    | 0     | 0             | 0             | 0     | 0     | 8     | 0     |
| Total de carrera | Total de carrera | Total de carrera | 8    | 0     | 0             | 0             | 0     | 0     | 8     | 0     |